# Morpho werneri
Morpho werneri är en fjärilsart som beskrevs av Hopp 1921. Morpho werneri ingår i släktet Morpho och familjen praktfjärilar. Inga underarter finns listade i Catalogue of Life.